# Transtorno perceptivo persistente por alucinógenos
Transtorno perceptivo persistente por alucinógenos, em inglês Hallucinogen persisting perception disorder (HPPD) - em alguns casos tratado apenas como flashback -, é uma desordem caracterizada pela presença contínua de perturbações sensoriais, mais comumente visuais, que recordam aquelas geradas por ingestão de substâncias entorpecentes e alucinógenas. Muitas das características desse transtorno podem ser confundidas com desordens de ansiedade ou pânico por psiquiatras. O uso anterior de alucinógenos pela pessoa é necessário, mas não suficiente, para o diagnóstico. Para que isso ocorra, os sintomas não podem ser causados por outra condição médica. A desordem é distinta de retrocessos psicológicos, ou flashbacks, por razões de sua permanência relativa; enquanto os retrocessos são passageiros, o HPPD é constante. O Transtorno Perceptivo Persistente por Alucinógenos é um diagnóstico DSM-IV de código 292.89 (F16.938).

Ruído visual, parecido com os provocados por HPPD

## Sintomas
Há várias percepções decorrente que podem acompanhar o HPPD. Os sintomas típicos dessa desordem incluem: halos ou áureas que rodeiam objetos, rastros que seguem objetos em movimento, dificuldade para distinguir cores, alterações aparentes nas matizes de um objeto, a ilusão de movimento em um conjunto estático, o ar assumindo uma forma granulada (popularmente chamado de neve visual ou estática, que não deve ser confundido com o "fenômeno entóptico de campo azul"), distorções nas dimensões dos objetos e uma maior percepção de moscas volantes. As modificações visuais experimentadas por aqueles com HPPD não são homogêneas e parece haver diferenças individuais em ambos número e intensidade dos sintomas.
Inconsistências visuais podem ocorrer periodicamente em indivíduos saudáveis - e.g imagens persistentes após fitar luzes, a percepção de moscas volantes, ou a visualização de manchas de luzes em uma sala escura. De qualquer forma, em pessoas com HPPD, os sintomas são tipicamente persistentes o bastante para que o indivíduo não consiga ignorá-los.
Há alguma incerteza sobre em qual grau a neve visual consiste em um real sintoma de HPPD. Existem muitos indivíduos que nunca fizeram uso de drogas que poderiam causar o início da desordem, mas ainda assim experienciam a mesma visão granulada reportada por pacientes com HPPD. Há algumas razões em potencial para isso: a mais óbvia é a teoria de que o uso de drogas pode exagerar a intensidade da neve visual; outra teoria é de que talvez não haja mudanças na severidade ou na magnitude da granulação, mas pode ser que fazer uso de substâncias abra caminhos sensoriais que resultam no indivíduo se tornando mais ciente de qualquer perturbação visual que possivelmente não tinham sido notados antes da incidência do uso. Quanto à causa da neve visual, algumas teorias sugerem que seja o resultado de ruídos térmicos no córtex visual ou no "caminho óptico" (abrangendo células fotorreceptoras na retina, o nervo óptico e o quiasma óptico), uma vez que testes visuais em indivíduos que experienciam a neve visual comumente revelam que, fisicamente, o olho é perfeitamente normal, e em muitos casos o sujeito ainda mantém visão 20/20.
A HPPD normalmente possui manifestação visual. Drogas que afetam o sentido da audição, como DiPT, podem produzir distúrbios auditivos, embora existam poucos casos conhecidos. Algumas drogas psicodélicas podem temporariamente produzir efeitos colaterais parecidos com o acufeno.
Também deve ser notado que os efeitos visuais não constituem alucinações verdadeiras, no sentido clínico da palavra; pessoas com HPPD reconhecem que os visuais são apenas ilusões, ou pseudoalucinações, e então mantém a habilidade de determinar o que é real ou não (em contrapartida de algumas doenças mentais como a esquizofrenia).

## Prevalência
A probabilidade de desenvolver HPPD depois de consumir um alucinógeno é desconhecida. Em seu artigo de revisão, John Halpern e Harrison Pope escrevem que "os dados não nos permitem estimar, mesmo grosseiramente, a prevalência 'estrita' de HPPD." Estes autores observaram que não haviam encontrado-o em sua avaliação de 500 membros da Igreja Nativa Americana que tinham feito uso do cacto alucinógeno peiote em pelo menos 100 ocasiões. Em uma apresentação dos resultados preliminares da investigação em curso, Matthew Baggott e colegas da Universidade da Califórnia Berkeley descobriram que sintomas característicos de HPPD ocorreram em 4,1% dos participantes (107 de 2.679) em um levantamento feito na internet de usuários de alucinógenos. Essas pessoas relataram, após o uso de drogas, problemas visuais que eram graves o suficiente para que eles considerassem procurar ajuda profissional. Este número pode superestimar a prevalência de HPPD, uma vez que as pessoas com problemas visuais podem ter sido mais interessadas em completar o questionário dos pesquisadores. Os autores relataram que 16.192 pessoas viram as informações do estudo, mas não completaram o questionário. Se todas essas pessoas tivessem usado alucinógenos sem desenvolver problemas visuais, então a prevalência de problemas visuais graves neste maior grupo seria de 0,66%. Uma vez que estas pessoas não foram formalmente diagnosticadas (e podem ter problemas visuais causados por outras doenças), este número pode fornecer um limite superior razoável sobre a prevalência de HPPD, ou ser estatisticamente insignificante.
É possível que a prevalência de HPPD tenha sido subestimada pelas autoridades, porque muitas pessoas com problemas visuais relativos ao uso de drogas ou não procuram tratamento, ou, quando o fazem, não admitem ter feito uso de drogas ilícitas. Na amostra de Baggott, apenas 16 das 107 pessoas com possível HPPD tinha procurado ajuda e somente duas destas tinham sido diagnosticados com HPPD. Assim, pode ser que a desordem ocorra mais frequentemente do que é detectada pelo sistema de saúde.

## Causas
A(s) causa(s) da HPPD ainda é desconhecida. Foi teorizado que a desordem é uma anomalia na função executiva provocada pela desinibição da enzima COMT na degradação de catecolaminas no cérebro seguida pelo uso de alucinógenos, resultando na interrupção da abertura sensorial.
Em alguns casos, a HPPD parece ter um início abrupto depois de uma única experiência no uso de drogas, fortemente sugerindo que a substância seja responsável por desencadear os sintomas. Mas, em outros casos, as pessoas reportam a piora gradual dos sintomas de acordo com o uso contínuo de drogas. Substâncias que foram associadas à HPPD incluem LSD, 5-MeO-Dipt, MDA, MDMA, psilocibina, difenidramina, PCP, zolpidem, eszopiclona, altas doses de dextrometorfano, uma alta dose do agente de aumento do estado de alerta modafinil combinado com um estimulante CNS, e a cafeína também pode ser um gatilho. Além disso, há relatórios anedóticos do psicodélico atípico Salvia divinorum causar sintomas persistentes consistentes com a HPPD.

## Problemas coexistentes
Os problemas visuais da HPPD podem ocorrer junto de outros transtornos mentais. Dentre estes, os mais proeminentes são a ansiedade, os ataques de pânico, a despersonalização e a depressão.
Uma provável relação entre os sintomas visuais e mentais se dá por um evento em cadeia, que se torna um ciclo. Por exemplo, o aumento da depressão e da ansiedade seria o indivíduo reagindo negativamente aos distúrbios de visão; em seguida, alguns dizem que a ansiedade pode fazer com que os efeitos visuais se tornem mais proeminentes, e vice versa.

## Tratamento
Por ora, não há uma cura disponível para a HPPD. Um estudo apresentado pelo Dr. Henry Abraham no Encontro Anual da Sociedade de Psiquiatria Biológica em 2012 mostrou que duas drogas, tolcapona e levocarb - usadas no tratamento da Doença de Parkinson -, melhoraram os sintomas de HPPD em um terço dos 20 voluntários que participaram do estudo. Como tolcapona e levocarb não são aprovadas para uso na desordem, os principais tratamentos disponíveis buscam reduzir a angústia sem tratar da causa subjacente. Benzodiazepinos, incluindo clonazepam, diazepam e alprazolam, são comumente prescritos com uma boa quantidade de sucesso. O remédio anticonvulsivante levetiracetam foi relatado por diminuir alguns dos sintomas visuais, bem como reduzir sintomas de despersonalização e desrealização, que podem ocorrer em conjunto da HPPD. A eficácia do levetiracetam no tratamento da desordem foi documentado em um estudo prospectivo. Outro anticonvulsivante, a lamotrigina, também foi usado para tratá-la com sucesso.
Alguns medicamentos foram contraindicados com base nos seus efeitos na HPPD ou nas desordens mentais simultâneas. O antipsicótico atípico risperidona é relatado por piorar os sintomas de HPPD durante o tempo de duração do remédio em algumas pessoas. Aqueles com HPPD são frequentemente aconselhados a encerrar por completo o uso de drogas, muitas das quais acredita-se que aumentam os efeitos visuais a longo prazo. Também existem fatores menos concretos que podem ser prejudiciais para indivíduos com HPPD, como a privação de sono e o estresse, que podem aumentar seus sintomas.

## Outras desordens com sintomas similares
Deve-se enfatizar que pessoas sem HPPD irão, às vezes, notar anormalidades visuais. Isto inclui moscas volantes (um material que flutua nos fluídos do olho e aparece como objetos escuros ou transparentes flutuando em frente aos olhos, e particularmente mais visíveis quando se olha para o céu ou uma parede branca) e as células sanguíneas brancas dos vasos sanguíneos da retina (vistas como manchas brancas pequenas, que se movem rapidamente e logo desaparecem). Da mesma forma, luzes brilhantes em um ambiente escuro podem gerar trilhas e halos. Muitas pessoas não notam esses efeitos, porque já estão acostumados com eles. Um sujeito que teme ter desenvolvido HPPD pode ser muito mais consciente de qualquer perturbação visual, incluindo estas que são normais. Além do mais, problemas visuais podem ser causados por enxaquecas, infecções ou lesões no cérebro, epilepsia e um número de desordens mentais (e.g delírio, demência, esquizofrenia, doença de Parkinson). Para que alguém seja diagnosticado com HPPD, estas outras causas em potencial devem ser descartadas.